# Erwin Romero
Erwin Romero Escudero (Camiri, Departamento de Santa Cruz, 27 de julio de 1957) es un exfutbolista boliviano. Se desempeñó como centrocampista y ha sido reconocido como el «mejor futbolista boliviano de todos los tiempos», así como de Oriente Petrolero. Participó en 49 partidos para la Selección de fútbol de Bolivia entre 1977 y 1989.
Romero fue un talentoso mediocampista, que debutó como profesional con Destroyers en 1973 a la edad de quince años. Fue creciendo como jugador y era reconocido por su visión, habilidad y control del balón. Algunos de los clubes para los que él jugó fueron Oriente Petrolero, Quilmes, Blooming, Bolívar, The Strongest, Wilstermann y Bucaramanga. Romero jugó para Bolivia en cuatro Eliminatorias Mundialistas 1978, 1982, 1986 y 1990 como también la Copa América 1979. y Copa América 1983
La Confederación Sudamericana de Fútbol (Conmebol) reconoció la 
trayectoria del futbolista boliviano Erwin ‘Chichi’ Romero como el crack más grande de la historia del fútbol boliviano. La distinción se realizó en la previa al sorteo del emparejamiento de la primera fase de 
la Copa Libertadores de América 2014.
El presidente de la Federación Boliviana de Fútbol fue el encargado de entregar la plaqueta de reconocimiento al ‘Maestro’, que se ubica dentro de los diez goleadores de la Liga de Fútbol Profesional Boliviano con 
134 tantos anotados en 348 apariciones entre 1977 y 1992.
En su historial, ‘Chichi’ Romero se encuentra entre los 20 mejores futbolistas de América del Sur.
Se retiró del fútbol profesional tras 21 años de una exitosa carrera entre 1972 y 1993.
En la Primera División de Bolivia consiguió 135 goles. Participó en 36 partidos de la Copa Libertadores de América con Oriente Petrolero, Bolívar, Blooming y The Strongest, marcó cuatro goles en el torneo.
Disputó su último encuentro el 29 de enero de 1993, en Cochabamba, en un partido amistoso con Honduras.

## Selección nacional
Erwin Romero vistió la casaca de la Selección Nacional en cuatro eliminatorias de los mundiales de 1978 en Argentina, 1982 de España, 1986 de México y 1990 de Italia.
Se tiene el registro que participó en 49 partidos de la Selección Boliviana entre 1977 y 1989. La Confederación Sudamericana de Fútbol (Conmebol) reconoció la trayectoria del jugador boliviano, nombrándolo como el crack más grande de la historia.
Asimismo, participó en los campeonatos sudamericanos en todo ese tiempo que vistió la "verde".
También recibió el reconocimiento con el título de "maestro", denominativo que muy pocos jugadores bolivianos lograron, como Víctor Agustín Ugarte, campeón del 63.
Jugó en la historia del fútbol boliviano 348 apariciones y convirtió 134 goles a lo largo de su historia. Son sólo números, ya que su estilo de juego nunca podrá ser comparado con otros jugadores de la época. Romero fue y será esa estrella que brilló por sí sola, como un grande del fútbol boliviano.

## Clubes
| Club              | País      | Año         |
| ----------------- | --------- | ----------- |
| Destroyers        | Bolivia   | 1973 - 1977 |
| Oriente Petrolero | Bolivia   | 1977 - 1979 |
| Quilmes           | Argentina | 1980        |
| Bolívar           | Bolivia   | 1981 - 1984 |
| Real Santa Cruz   | Bolivia   | 1985 - 1986 |
| Bucaramanga       | Colombia  | 1986        |
| Oriente Petrolero | Bolivia   | 1987 - 1988 |
| Blooming          | Bolivia   | 1988 - 1989 |
| The Strongest     | Bolivia   | 1990        |
| Orcobol           | Bolivia   | 1991        |
| Jorge Wilstermann | Bolivia   | 1992        |

## Palmarés

### Títulos nacionales
| Título           | Club              | País    | Año  |
| ---------------- | ----------------- | ------- | ---- |
| Primera División | Oriente Petrolero | Bolivia | 1979 |
| Primera División | Bolívar           | Bolivia | 1982 |
| Primera División | Bolívar           | Bolivia | 1983 |